# Episzkopi
Episzkopi Akrotíri és Dekélia fővárosa, egy Brit tengerentúli terület Ciprus szigetén, egyfajta bázis. A Western Sovereign Base Area közepén helyezkedik el, egy a két olyan körzetből, amely a bázist alkotja. Bár nem a legnagyobb a brit katonai bázisok körül, amelyek a szigeten találhatók, mégis a Sovereign Base Area civil és katonai adminisztrációs fejhadiszállása. Episzkopi az aktuális parancsnoki központja a British Forces Cyprusnak.

## Fordítás
Ez a szócikk részben vagy egészben  az   Episkopi Cantonment című angol Wikipédia-szócikk fordításán alapul.  Az eredeti cikk szerkesztőit annak laptörténete sorolja fel. Ez a jelzés csupán a megfogalmazás eredetét és a szerzői jogokat jelzi, nem szolgál a cikkben szereplő információk forrásmegjelöléseként.